# نیواینگتن (کنتیکت)
نیواینگتن (به انگلیسی: Newington) یک شهرک در ایالات متحده آمریکا است که در شهرستان هارتفورد واقع شده‌است. نیواینگتن ۳۴٫۰ کیلومتر مربع مساحت و بر طبق سرشماری ۲۰۱۰ بالغ بر ۳۰٬۵۶۲ تن جمعیت دارد و ۲۶ متر بالاتر از سطح دریا واقع شده‌است.